# Иидзима (посёлок)
Иидзима (яп. 飯島町 Иидзима-мати) — посёлок в Японии, находящийся в уезде Камиина префектуры Нагано. Площадь посёлка составляет 86,94 км², население — 9440 человек (1 августа 2014), плотность населения — 108,58 чел./км².

## Географическое положение
Посёлок расположен на острове Хонсю в префектуре Нагано региона Тюбу. С ним граничат города Комагане, Иида, посёлок Мацукава и сёла Накагава, Окува.

## Население
Население посёлка составляет 9440 человек (1 августа 2014), а плотность — 108,58 чел./км². Изменение численности населения с 1980 по 2005 годы:
| 1980 | 10 515 чел. |  |
| 1985 | 10 705 чел. |  |
| 1990 | 10 801 чел. |  |
| 1995 | 10 989 чел. |  |
| 2000 | 10 895 чел. |  |
| 2005 | 10 570 чел. |  |

## Символика
Цветком посёлка считается Hymenanthes.